# Charles Robson
Charles Robson (Londra, 20 giugno 1859 – Abingdon-on-Thames, 27 settembre 1943) è stato un crickettista, allenatore di calcio e dirigente sportivo inglese.

## Carriera

### Cricket
Charles Robson, dopo aver giocato per il Middlesex, fu attivamente associato con l'Hampshire dal 1891 al 1906, capitanando la contea in quattro stagioni, dal 1899 al 1902. Utile wicketkeeper, nel 1899 è approdato in America con la squadra di K.S. Ranjitsinhji  e nella campagna 1901-02 è stato vice di A. A. A. Lilley per la parte di A.C. MacLaren in Australia. Spesso giocando un buon inning, ha messo a segno 52 dei 113 punti totali per l'Hampshire assieme al capitano J. G. Greig contro il Lancashire a Liverpool nel 1901.

### Calcio
Nella primavera del 1895 entrò nello staff dirigenziale del Southampton, allora militante nella Southern Football League, ottenendo anche la guida tecnica della squadra. All'interno della dirigenza dei Saints si occupava principalmente della firma di nuovi giocatori e della stipula dei contratti di tutti i tesserati, mentre sulla panchina si occupava della selezione dei giocatori e degli allenamenti. La sua esperienza alla guida dei Saints fu molto proficua, vincendo precisamente il 69,57% di tutte le gare disputate, risultando così il secondo allenatore più vincente nella storia del club. Nel maggio del 1896 si dimise dal suo incarico per dedicarsi interamente alla propria attività da crickettista.